# جيه (محرر نصوص)
جيه هو محرر نصوص مخصص لكتابة الشيفرة المصدرية لبرامج الحاسوب و يصنف ضمن عائلة البرمجيات الحرة و هو محرر نصوص مفتوح المصدر تم كتابة شيفرته المصدرية بلغة البرمجة جافا و مرخص بشروط رخصة جنو العمومية.

## التوافقية
تم كتابة نصوص الشيفرة المصدرية للمحرر جيه باستخدام لغة جافا وبالتالي فإن توافقيته تعتمد إلى حد بعيد على دعم نظام التشغيل للغة جافا، وهناك الكثير من أنظمة التشغيل التي تدعم هذه اللغة ومنها أنظمة:
- جنو/لينكس.
- ماك أو أس أكس.
- أو إس/2.
- يونكس.
- في أم أس.
- ميكروسوفت ويندوز.

و من الجدير بالذكر أن جيه يعد جزءاً من من مشروع اَرمدبير كومون ليزب (ABCL) و قد تمت استضافة هذا المشروع على منصات سورس فورج.